# Saint-Hilaire-du-Rosier
Saint-Hilaire-du-Rosier là một xã của tỉnh Isère, thuộc vùng Rhône-Alpes, đông nam nước Pháp.